# Flex Box CSS
Les Flex Box CSS (raccourci pour CSS Flexible Box Layout Module) sont un standard CSS3 de disposition des éléments dans une page web. Ce standard permet d'avoir un design adaptatif à l'écran. Les éléments peuvent être réagencés selon la taille de l'écran.
Le module Flexible Box Layout est proposé en 2009 sous forme de "First Public Draft" par le groupe de travail CSS du W3C. Après quatre publications successives, Flex Box passe en 2012 au stade de "Candidate Recommendation".
En 2013, le magazine Net décerne au module le prix  Best New Web Technology. Cette année est également bénéfique pour le module Flexbox grâce à Tab Atkins, qui propose une initiative de mieux prendre en compte la capacité de Flexbox, de resserrer l'algorithme et d'accroître l'efficacité de Flexbox.
En 2014, le module est cependant recalé au stade de “Last Call Working Draft” (brouillon en dernier appel). Le travail se poursuit, et en 2016 Flex Box revient au stade "Candidate Recommendation".
Dès 2016, plusieurs livres témoignent de l'enthousiasme que suscitent ce qu'on nomme désormais "les Flexbox" : Raphaël Goetter, Estelle Weyl, Thomas Zilliox et Rachel Andrew publient des ouvrages de référence dédiés à cette nouvelle technologie.
D'après le site CasnIUse, en 2024, c'est près de 98,4% des navigateurs web qui sont compatibles avec cette fonctionnalité. Depuis 2009, il existe donc de nombreux site en ligne permettant d'expliquer le fonctionnement de ce système comme : w3schools ou MDN.